# Kliché (sprog)
 For alternative betydninger, se Kliché. (Se også artikler, som begynder med Kliché)
En kliché er en sproglig vending, der er blevet til en fast bestanddel af sproget.
| Sprog | Spire Denne artikel om sprog er en spire som bør udbygges. Du er velkommen til at hjælpe Wikipedia ved at udvide den. |